# Andújar
Andújar es una ciudad y municipio español situado en la parte centro-norte de la comarca de la Campiña Jienense, en la provincia de Jaén, comunidad autónoma de Andalucía. Ciudad agrícola e industrial y bien comunicada, es la tercera más poblada de la provincia, ya que cuenta con una población aproximada de 37 975 habitantes. Es considerada una agrociudad. Con casi 965 km² de superficie, es el municipio con mayor extensión de toda la provincia y el undécimo de toda España.
Limita con los municipios jienenses de Marmolejo, Arjonilla, Arjona, Lahiguera, Villanueva de la Reina y Baños de la Encina; con los municipios ciudadrealeños de Mestanza, Solana del Pino y Fuencaliente; y con los municipios cordobeses de Cardeña y Montoro. Por su término discurren los ríos Guadalquivir, Jándula, de la Cabrera, de las Yeguas, Sardinilla y Navalmanzano.
Su término municipal está dividido por el Guadalquivir, quedando al norte el parque natural de la Sierra de Andújar perteneciente a Sierra Morena y al sur la vega y campiña. El municipio isturgitano comprende los núcleos de población de Andújar —capital municipal, comarcal y sede de un partido judicial propio—, Llanos del Sotillo, La Ropera, San José de Escobar, Santuario Virgen de la Cabeza, Vegas de Triana y Los Villares.

## Gentilicio
A los ciudadanos de Andújar se les ha conocido como iliturgitanos, al menos desde el siglo XVI, y ello a pesar de que, según estudios arqueológicos realizados en la zona, la actual Andújar no se ubica en el asentamiento de la primitiva Iliturgi. La asociación histórica entre dicho municipio romano y los habitantes de Andújar aparece desde Juan del Caño, canónigo de León, como se recoge en la Vida, Martyrio, Translación, y Milagros de San Euphrasio, Obispo, y Patrón de Andújar. Origen, Antigüedad y excelencias desta ciudad (1657), de Antonio Terrones de Robres. 
Fue la investigación arqueológica posterior la que descubrió que Iliturgi no se sitúa en el territorio de la actual Andújar, pero la asociación ha permanecido hasta ahora. No es algo extraño en los gentilicios hispanos: casos como este se pueden observar por toda la geografía española. Actualmente se constata la existencia de dos términos que pueden ser usados para llamar a los naturales de Andújar: andujareño/a e iliturgitano/a. El gentilicio andurense está registrado en el Diccionario de uso del español de María Moliner, pero es el único diccionario que lo registra. En el Diccionario académico solo apareció en una edición, la de 1899. No volvió a aparecer más debido a su escaso uso, por no decir nulo. Tampoco aparece ninguna ocurrencia en los corpora académicos, ni el CREA ni el CORDE, con más de 400 millones de datos léxicos.

## Geografía
Está integrado en la comarca de La Campiña de Jaén, de la que ejerce de capital, situándose a 45 km de la capital provincial. El término municipal está atravesado por la autovía del Sur, entre los puntos kilométricos 312 y 329, así como por las carreteras autonómicas A-305, que la comunica con Arjona y Porcuna, y la A-311, que permite la comunicación con Jaén.[cita requerida]
El extenso término municipal de Andújar cuenta con dos zonas bien diferenciadas: Sierra Morena y la campiña del Guadalquivir. Al norte del río Guadalquivir, que recorre el municipio de este a oeste, se encuentra Sierra Morena, donde se incluye el parque natural de la Sierra de Andújar. Se caracteriza por relieves ondulados en la zona central, paisajes abruptos en el curso de algunos ríos y arroyos y relieves quebrados en toda la franja norte. En esta zona montañosa de Sierra Quintana, se encuentra el pico Burcio del Pino con la máxima cota 1290 m sobre el nivel del mar. Entre estas elevaciones desciende el río Jándula que represa sus aguas en el embalse del Jándula. Al sur del río se extiende la campiña del Guadalquivir, que está a una altitud media de 250 m. El núcleo urbano se alza a 212 m sobre el nivel del mar, al norte del río.[cita requerida]
| Noroeste: Fuencaliente (Ciudad Real) y Cardeña (Córdoba) | Norte: Fuencaliente (Ciudad Real), Solana del Pino (Ciudad Real) y Mestanza (Ciudad Real) | Noreste: Baños de la Encina     |
| Oeste: Montoro (Córdoba) y Marmolejo                     |                                                                                           | Este: Villanueva de la Reina    |
| Suroeste: Marmolejo                                      | Sur: Arjonilla, Arjona y Lahiguera                                                        | Sureste: Villanueva de la Reina |

### Barrios
En la ciudad de Andújar se pueden encontrar los siguientes barrios:
- Barrio Montañés
- El Mercado
- La Lagunilla
- Los Belenes
- Corredera Capuchinos
- Plaza de Toros
- Polígono Puerta de Madrid (dividido en el sector Andalucía, sector Huelva, sector Almería, sector Sevilla, sector Málaga y avenida de Granada)
- Barrio de la Paz (barrio de la Uva)
- Barrio San Bartolomé
- Emperadores
- La Pastora
- San Eufrasio
- Las Vistillas
- Cuadro de la Virgen
- Camino del Calvario

### Comunicaciones
Carreteras
- La autovía del Sur A-4, que une la ciudad de Madrid con Córdoba, Sevilla y Cádiz, discurre por el sur de Andújar en dirección este-oeste.
- La carretera intercomarcal Jaén-Fuerte del Rey-Lahiguera-Andújar A-311 parte de Andújar hacia Jaén en dirección sur.
- La carretera autonómica Andújar-Santuario de Nuestra Señora de la Cabeza A-6177 parte de Andújar en dirección norte.
- Carretera la Cadena une Andújar con uno de sus parajes más privilegiados las Viñas, el Alcorque etc. Finca de Malabrigo situada junto al lugar nuevo.

Ferrocarril

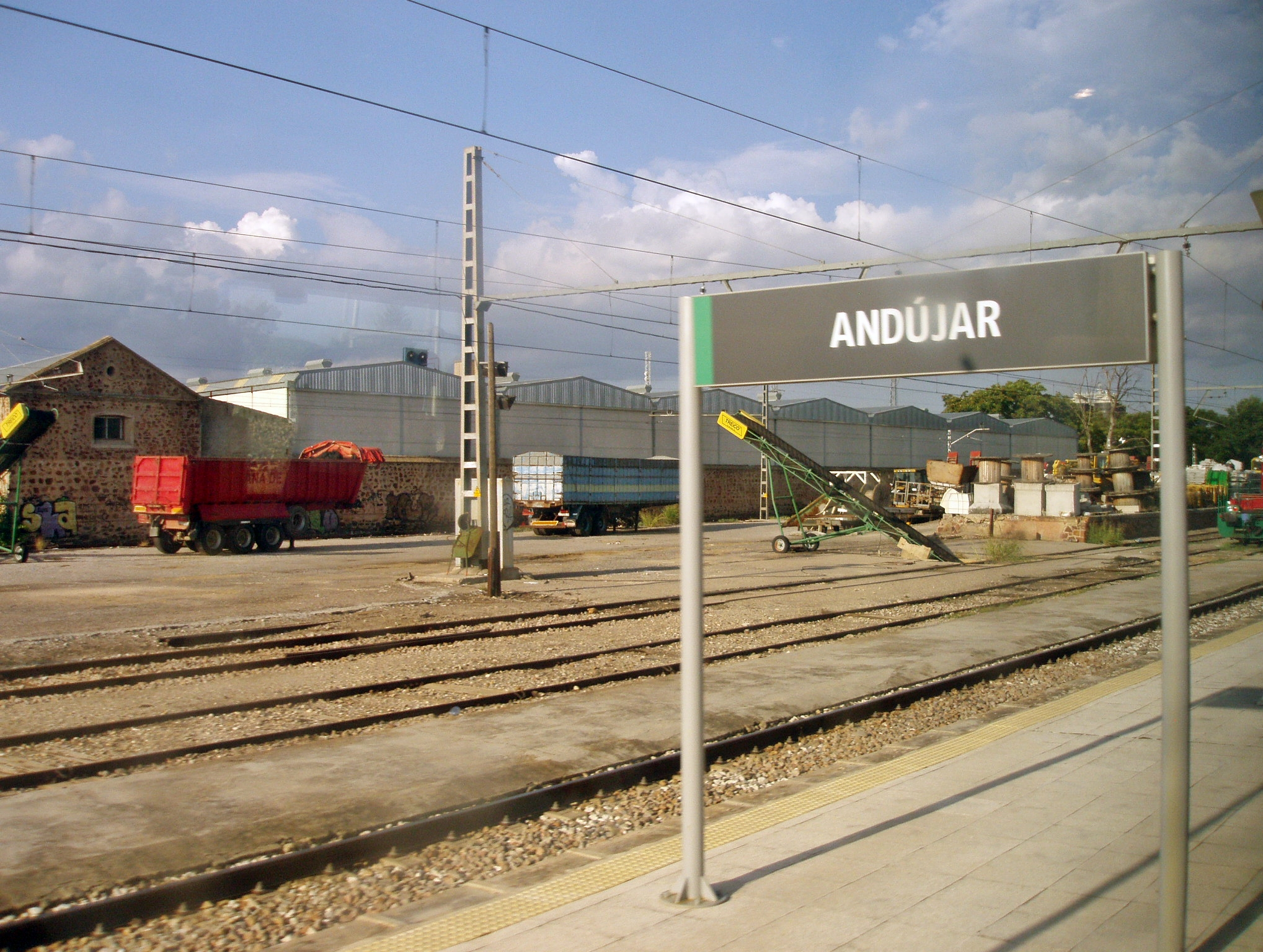
Estación de Andújar

- Andújar está incluida en la línea de ferrocarril Alcázar de San Juan-Cádiz. Servicios de larga distancia la comunican con Málaga, Sevilla, Córdoba y con el Centro y Levante peninsular, destino Barcelona (servicios Alaris); mientras que trenes regionales la comunican con Jaén, Córdoba, Sevilla y Cádiz (trenes Lanzadera y Media Distancia). Desde hace unos años, debido al creciente protagonismo de la línea de alta velocidad Madrid-Sevilla, no hay comunicación por ferrocarril con Madrid mediante tren directo.

## Historia
Los restos más antiguos que se han encontrado en su entorno son del Paleolítico, pertenecientes a la Cultura Acheliense, pero es en el Neolítico y en la primera parte de la Edad del Bronce cuando se intensifica el poblamiento del término, auspiciado por el desarrollo de la agricultura en sus fértiles tierras y el desarrollo de la minería en Sierra Morena.

Según recientes estudios arqueológicos, el primer pueblo que se asentó de una forma notoria en la zona fueron los oretanos, pueblo íbero, fundando la antigua Isturgi, en el lugar que hoy ocupa la pedanía de Los Villares de Andújar (es un error de identificación muy generalizado confundirla con Iliturgi, situada en cerro Máquiz, Mengíbar; de donde deriva uno de los gentilicios de Andújar, iliturgitano), entrando en contacto con turdetanos, fenicios, griegos y cartagineses y otras poblaciones como Obulco (Porcuna) o Cástulo (Linares).

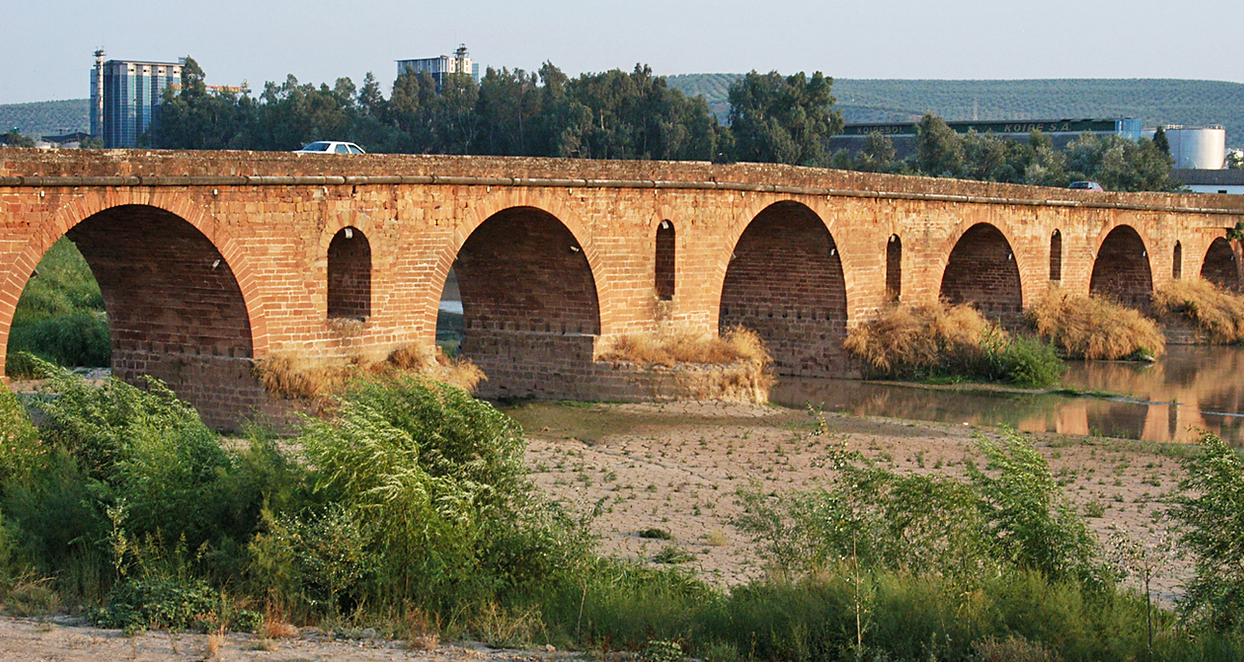
Puente romano de Andújar

Con el dominio romano, el Municipium Isturgi Triumphale quedó adscrito, primero a la Hispania Ulterior y, después, a la Bética y el Conventus Cordubensis. Todo indica que fue una ciudad floreciente al abrigo de la producción y comercialización de la cerámica romana altoimperial (siglos I-II) por antonomasia, la terra sigillata, actividad ayudada por su espléndida situación junto a la primera vía fluvial en importancia de la Provincia Baetica a la que da nombre. Inmerso en la dinámica general de ruralización del mundo urbano, a partir de época bajoimperial hasta la Antigüedad Tardía (siglos III-IV) sobrevivirá aún algunos años y aparecerá mencionada entre las ciudades del reino visigodo como Sturgi. Pero el nombre de Isturgi se pierde en la noche de los tiempos con la llegada del Islam. La población que allí aún vivía posiblemente se trasladó a una localización cercana (en la actual Andújar), con una buena situación, donde ya con anterioridad existió probablemente un pequeño asentamiento rural ibero-romano.

### Edad Media
En el año 711 tras la batalla de Guadalete toda la zona sur de la península pasaría a ser al-Ándalus. Trasladada la población desde los Villares de Andújar al actual casco antiguo de Andújar, el nombre de Anduyar (Andújar) surgió por primera vez durante el emirato de Mohamed I (853). Los almohades, en el siglo XII, fortificaron la ciudad definitivamente.

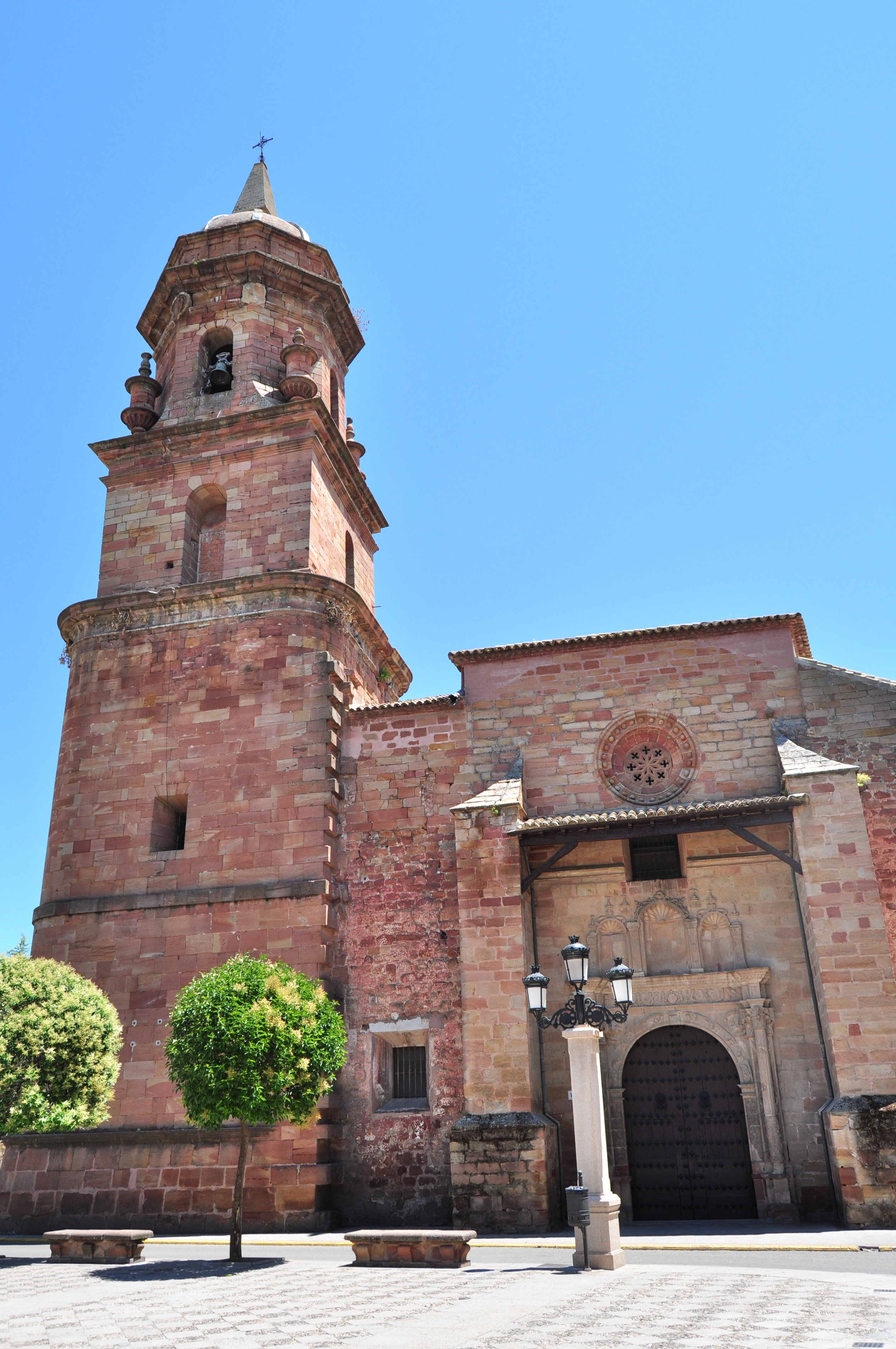
Iglesia de San Miguel

En 1225, Al-Bayyasi (emir de Baeza) entregó a Fernando III el Santo, rey de Castilla y León, entre otros, los castillos de Andújar y Martos, aunque algunos autores sostienen que dicha entrega fue realizada en otro momento, encomendando a continuación el rey la tenencia, cuyas rentas ascendían a 50.000 maravedíes alfonsíes, de las fortalezas de Andújar y Martos a Álvaro Pérez de Castro "el Castellano", señor de la Casa de Castro, al tiempo que en la zona se asentaban tropas de las Órdenes de Santiago y Calatrava, pasando a convertirse la localidad de Martos en el centro del dispositivo cristiano de defensa en la zona.
Desde que fue entregada al rey Fernando III, la localidad de Andújar se convirtió en el punto de reunión de los ejércitos cristianos que combatían al sur de Sierra Morena, y Álvaro Pérez de Castro desempeñó la tenencia de las fortalezas de Martos y Andújar entre el 5 de septiembre de 1225 y el 16 de enero de 1227, fecha en la que deja de aparecer como tenente de las fortalezas en los documentos regios. Desde el momento en que tomó posesión de la tenencia de ambas fortalezas, Álvaro Pérez de Castro comenzó a realizar incursiones de devastación y saqueo en las tierras que rodeaban sus castillos y que permanecían leales al gobernador almohade de Sevilla, quien reunió un ejército con tropas reclutadas en Córdoba, Sevilla, Jerez de la Frontera y Tejada, y que fue derrotado por Álvaro Pérez de Castro "el Castellano" en una batalla campal en la que ocasionó graves pérdidas a los almohades, lo que ocasionó que la mayoría de las villas situadas entre Sevilla y Córdoba, a fin de evitar los ataques cristianos, reconociesen a Al-Bayyasi como su señor, pues era aliado del rey de Castilla.
La población musulmana de las localidades de Andújar, Martos y Baeza abandonó dichas ciudades a finales de 1226, quedando desocupada Baeza de musulmanes en el segundo semestre de ese año. En 1227 Fernando III el Santo nombró a Lope Díaz de Haro teniente de Baeza, los primeros pobladores cristianos comenzaron a llegar a las localidades de Baeza, Andújar y Martos, al tiempo que en esta última la tenencia de Álvaro Pérez de Castro se vio reforzada por la presencia de Tello Alfonso de Meneses, hijo de Alfonso Téllez de Meneses y sobrino de Tello Téllez de Meneses, obispo de Palencia. No obstante, algunas fuentes señalan que la repoblación cristiana de Andújar no comenzó hasta 1228.
En 1446 el rey Juan II le otorga a la villa el título de “ciudad” por su fidelidad a la corona; en 1466 Enrique IV la convierte “En muy noble y Leal”.

### Edad Contemporánea
Fue ocupada en 1808 por los franceses. El general francés Dupont, tras conquistar Córdoba, se recogió en Andújar, donde estableció su cuartel general. Desde Andújar, Dupont envió las tropas a Bailén donde perdió la batalla. Tras la derrota en Bailén, se firmaron las capitulaciones de la batalla en Andújar en el palacio de Gracia Real.
El 8 de agosto de 1823 el duque de Angulema, comandante en jefe de los Cien Mil Hijos de San Luis, firmó la Ordenanza de Andújar que pretendía poner coto a las detenciones arbitrarias e indiscriminadas de los liberales llevadas a cabo por los realistas españoles que apoyaban la invasión francesa.
El 31 de octubre de 1823, Fernando VII, regresando a Madrid desde Cádiz tras la batalla de Trocadero, que pondría punto final al Trienio Liberal, firmó en esta ciudad el llamado Decreto de Andújar, que establecía una serie de medidas de represalia frente a personas de diferentes estamentos que habían servido al régimen constitucional que acababa de fracasar. En concreto supuso la separación de varios aristócratas de su servicio.
En 1835 se estableció en Andújar la primera Junta de Soberanía Central de Andalucía, considerada la pionera en cuanto al movimiento autonomista andaluz, se convirtió en la capital de la actual Andalucía que hoy conocemos.
En 1873 se declaró cantón federal.

#### Guerra Civil y posguerra
Desde los inicios de la Guerra Civil, Andújar quedó sitiada en el lado republicano. Tras un bombardeo de la ciudad por fuerzas franquistas, el capitán de la Guardia Civil Santiago Cortés se refugió en el santuario de Nuestra Señora de la Cabeza junto con muchas familias con mujeres y niños. Después de una larga y dura defensa, el reducto cayó en manos de los republicanos. Hubo numerosas bajas entre los defensores y los civiles y el capitán cayó herido de gravedad, muriendo poco después. El capitán Cortés fue acusado de utilizar como escudo humano a los civiles refugiados en el interior del Santuario, pero los republicanos exigían la rendición de todos o ninguno. Solamente el comandante Nonfuentes, arrestado por el propio capitán por negociar la rendición, entregó a los republicanos a varias familias y no se sabe qué pasó con ellas.
El 18 de febrero de 1937, la localidad fue bombardeada por la aviación franquista. Fueron sus objetivos el campo de aviación -totalmente destrozado, según la prensa falangista- y varios cuarteles de milicianos. Si Jaén es después de Guernica la ciudad española más castigada por la aviación franquista, Andújar, junto a Linares, vivirá un elevadísimo número de ataques aéreos, precisamente por su proximidad al frente de Córdoba. Esto provocaría que las autoridades republicanas llevaran a cabo la construcción de una red de 18 refugios antiaéreos para preservar la seguridad de la población. Hoy aquellas galerías subterráneas se encuentran en perfecto estado de conservación.
La represión adquirió tintes dramáticos en Andújar, con un total de 93 fusilados oficiales en el cementerio municipal. El fin de la guerra marcaría el inicio de enconados enfrentamientos personales y familiares durante toda la contienda. A su término, los propietarios derechistas se unirían a los cabecillas de una larga represión que llegaría a colapsar incluso las cárceles de la ciudad: era su venganza tras tres años de colectivizaciones y expropiaciones de tierras. En efecto, la venganza posterior provocaría matanzas incontroladas a lo largo de las cunetas de la carretera que se dirige a Villanueva de la Reina. La calle del Hoyo fue otro de los escenarios más violentos, con una treintena de muertos, al igual que la Hacienda La Cubana, donde se cometieron verdaderas atrocidades y donde desaparecieron cuerpos que nunca fueron encontrados. Las fuerzas franquistas también juzgaron sumariamente a muchos acusados, que fueron ejecutados en el cementerio de Andújar.
La cifra de los 93 fusilados debió ser más elevada teniendo en cuenta las que no fueron registradas en los documentos oficiales. Según las fuentes bibliográficas, cinco iliturgitanos más murieron en las prisiones de la ciudad a consecuencia de los malos tratos y las penosas condiciones de hacinamiento. Otros 18 fueron ajusticiados en la capital jienense corriendo la misma suerte que los condenados a muerte de Andújar. Faltaría por sumar 22 muertes sospechosas de presos en el hospital del pueblo. Al finalizar la guerra, tendríamos un listado de 138 represaliados.
El descubierto intento de reagrupación del Partido Comunista aumentaría aún más la cifra de los fusilados a partir del año 1944. Tras la causa 687/45, fueron ejecutados en Jaén el secretario general del PCE en la clandestinidad, tras reorganizar desde Andújar el trabajo de la agrupación provincial clandestina. La resistencia política en los núcleos urbanos de la provincia no desaparecería hasta 1948.
Los nombres de las víctimas sepultadas en el camposanto de Andújar están bien documentados. Las víctimas eran jornaleros, panaderos, albañiles, ferroviarios, chóferes, ceramistas, carpinteros o agricultores. Al menos dos fosas, situadas en el muro norte del antiguo cementerio, los recogen a día de hoy.

## Demografía
Andújar cuenta con una población de 35 619 habitantes (INE 2024).
| Gráfica de evolución demográfica de Andújar entre 1842 y 2021                                                       |
| |
| Población de derecho según los censos de población del INE Población de hecho según los censos de población del INE |

## Administración y política

Ayuntamiento de Andújar

| Periodo   | Nombre                            | Partido | Partido                                  |
| --------- | --------------------------------- | ------- | ---------------------------------------- |
| 1979-1980 | Antonio Gallego Gil               |         | Partido Socialista Obrero Español (PSOE) |
| 1980-1983 | Juan Conde González               |         | Partido Socialista Obrero Español (PSOE) |
| 1983-1987 | Andrés Pedro Calera Baena         |         | Partido Socialista Obrero Español (PSOE) |
| 1987-1991 | Ángel de la Guarda Menéndez Pérez |         | Partido Socialista Obrero Español (PSOE) |
| 1991-2003 | José Antonio Arcos Moya           |         | Partido Socialista Obrero Español (PSOE) |
| 2003-2015 | Jesús Manuel Estrella Martínez    |         | Partido Popular (PP)                     |
| 2015-2021 | Francisco Manuel Huertas Delgado  |         | Partido Socialista Obrero Español (PSOE) |
| 2021-2023 | Pedro Luis Rodríguez Sánchez      |         | Partido Socialista Obrero Español (PSOE) |
| 2023-act. | Francisco Carmona Limón           |         | Partido Popular (PP)                     |

| Partido político | Partido político                                                    | 1979   | 1983   | 1987   | 1991   | 1995   | 1999   | 2003   | 2007   | 2011   | 2015   | 2019   | 2023   |
| Partido político | Partido político                                                    | Ediles | Ediles | Ediles | Ediles | Ediles | Ediles | Ediles | Ediles | Ediles | Ediles | Ediles | Ediles |
|                  | Alianza Popular (AP)-Partido Popular (PP)                           | —      | 7      | 9      | 8      | 9      | 8      | 8      | 10     | 11     | 9      | 9      | 11     |
|                  | Partido Socialista Obrero Español (PSOE)                            | 9      | 12     | 9      | 12     | 10     | 8      | 9      | 9      | 8      | 10     | 10     | 6      |
|                  | Partido Andalucista (PA)-Espacio Plural Andaluz (EP-And)            | —      | 1      | 0      | 0      | —      | 2      | 3      | 1      | 1      | 1      | 1      | 2      |
|                  | Vox                                                                 | —      | —      | —      | —      | —      | —      | —      | —      | —      | —      | 0      | 1      |
|                  | Partido Comunista de España (PCE)-Izquierda Unida (IU)              | 3      | 1      | 2      | 1      | 2      | 3      | 1      | 1      | 1      | 1      | 1      | 1      |
|                  | Ciudadanos (CS)                                                     | —      | —      | —      | —      | —      | —      | —      | —      | —      | 0      | 0      | 0      |
|                  | Partido Independiente de Andújar (PIDAN)                            | 1      | —      | —      | —      | —      | —      | —      | 0      | —      | —      | 0      | 0      |
|                  | Unión de Centro Democrático (UCD)-Centro Democrático y Social (CDS) | 8      | 0      | 1      | 0      | —      | —      | —      | —      | —      | —      | —      | —      |
|                  | Plataforma Humanista (PH)                                           | —      | —      | 0      | —      | —      | 0      | —      | —      | —      | —      | 0      | —      |

## Economía

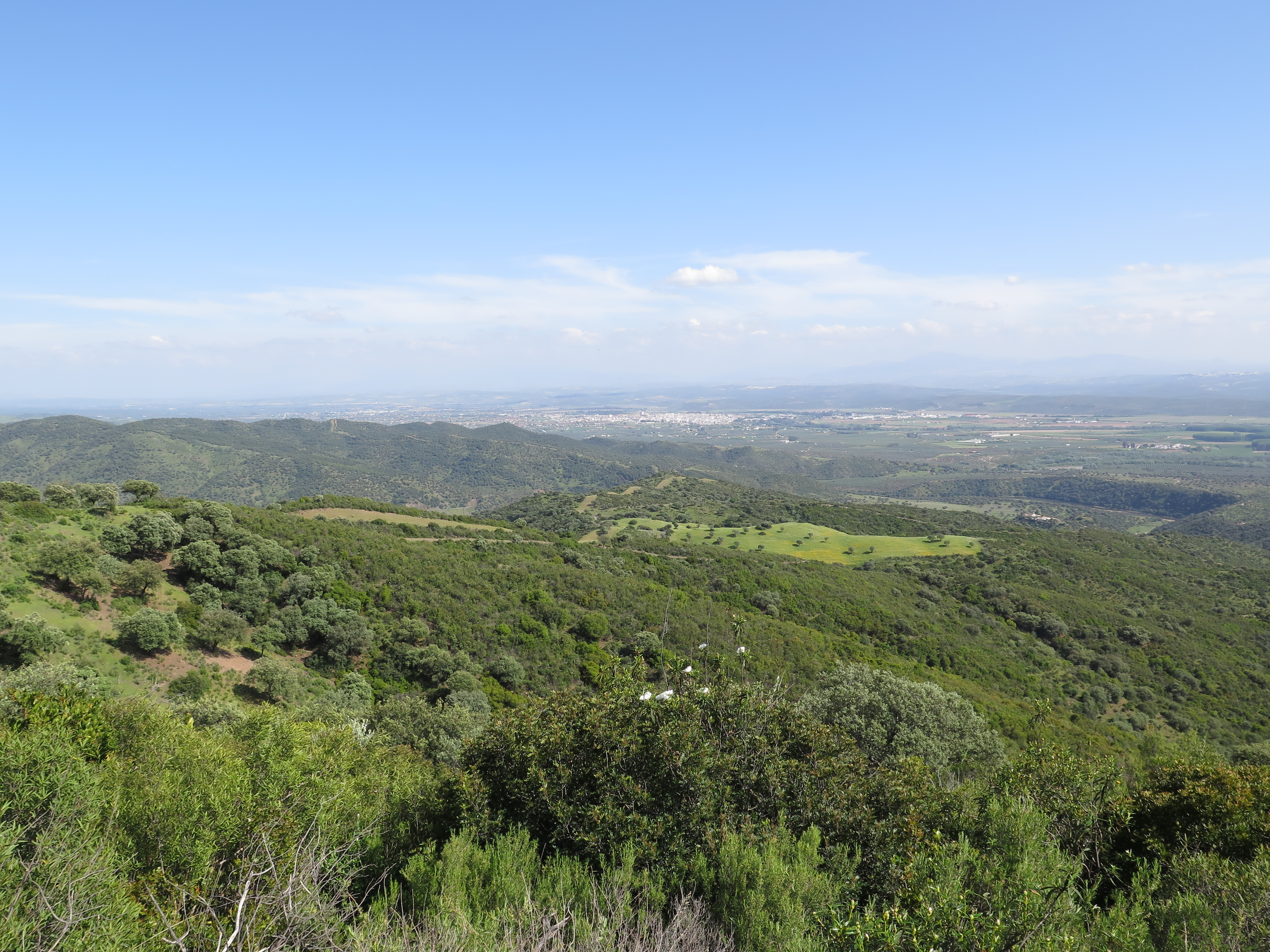
Andújar desde su parque natural

Tradicionalmente enfocado al sector primario con gran importancia de olivos, cereales, legumbres y algodón. Han sido también importantes las industrias derivadas de los mismos. Igualmente destaca el aporte por cacerías de caza mayor (monterías) y la elaboración de artesanía. También tiene una importante actividad alfarera, que se remonta hasta hace más de 2000 años. Ya la antigua Isturgi era uno de los dos mayores centros de producción de cerámica de la península ibérica en el siglo I d. C.
Aunque en la segunda mitad del siglo XX (décadas de 1950 a 1980) la ciudad destaca por una fuerte presencia manufacturera en contraste con un entorno mayoritariamente agrícola y ganadero, a final de siglo esta desaparece paulatinamente. Durante este intervalo Andújar acoge en gran número industrias textiles y conserveras, que ocupaban principalmente a mujeres de la localidad, así como ceramistas industriales y un importante centro de transformación de semillas oleaginosas, coloquialmente llamado «La Koipe» en atribución a la empresa de capital vasco que estableció una gran planta en este periodo, son los principales clientes de un nutrido y activo tejido industrial formado por pequeños talleres que hacen de la ciudad un núcleo industrial de gran valor, comparable a ciudades vecinas con mayor tradición en el sector secundario, como Linares y Jaén. La fuerte competencia exterior y otros factores que afectan por igual al sur de España, hacen imposible escapar a la economía de Andújar de los estragos de un desmoronamiento progresivo de los pilares en los que durante estas décadas se ha basado el medio de vida de gran parte de la población de la zona. Gran cantidad de mano de obra cualificada es incapaz de adaptarse a un nuevo entorno empresarial en el que prima la reducción de costes y las empresas de carácter industrial se ven abocadas al desmantelamiento.
Entre los años 1960 y 1991, opera en Andújar la Fábrica de uranio de Andújar, ideada para concentrar mineral de uranio para su uso por la central nuclear de Zorita. Entre 1991 y 1995 se desarrollaron los trabajos de desmantelamiento ejecutados por ENRESA. Desde 1995 dio comienzo el denominado período de cumplimiento, establecido inicialmente en diez años, para verificar que tras las actuaciones de restauración y acondicionamiento ejecutadas, los parámetros de idoneidad se comportan según lo previsto. Dado que en 2005, transcurridos los diez años del periodo de cumplimiento, no se habían alcanzado aún los valores previstos, el emplazamiento continúa en periodo de cumplimiento.
La actividad económica de Andújar a finales del siglo XX y principios del XXI se centra en el pequeño comercio, al igual que grandes superficies comerciales nacionales y foráneas empiezan a colonizar áreas de nueva urbanización para satisfacer las demandas consumistas de la población. La desaparición de un potente y constante tejido industrial da lugar en los primeros años del siglo XXI a un floreciente sector de la construcción que emplea a numerosos trabajadores, ya sea para participar en las nuevas edificaciones locales o en las obras residenciales y públicas que irán surgiendo sin parangón alguno por toda la geografía española en ese tiempo.
El fin de la denominada «Época dorada del ladrillo» coincide con la eclosión de la crisis económica-financiera en el año 2007, cuyos efectos en Andújar son un aumento inusitado del número de desempleados, una caída de la renta per cápita y por tanto un consecuente descenso de los índices de consumo en los comercios y servicios de la localidad. La ausencia de un tejido industrial vuelca la mirada de gran parte de la mano de obra hacia las campiñas y campos de olivar en busca de un puesto refugio, pero la modernización y mecanización que ha sufrido este sector hace imposible la absorción de todo este capital humano desempleado.

### Evolución de la deuda viva municipal
El concepto de deuda viva contempla sólo las deudas con cajas y bancos relativas a créditos financieros, valores de renta fija y préstamos o créditos transferidos a terceros, excluyéndose, por tanto, la deuda comercial.
| Gráfica de evolución de la deuda viva del Ayuntamiento entre 2008 y 2024                          |
|                                                                                                   |
| Deuda viva del Ayuntamiento de Andújar, en miles de euros, según datos del Ministerio de Hacienda |

## Monumentos y lugares de interés
- Centro histórico (B.I.C. 10/07/2007)

### Edificios o antiguos edificios religiosos

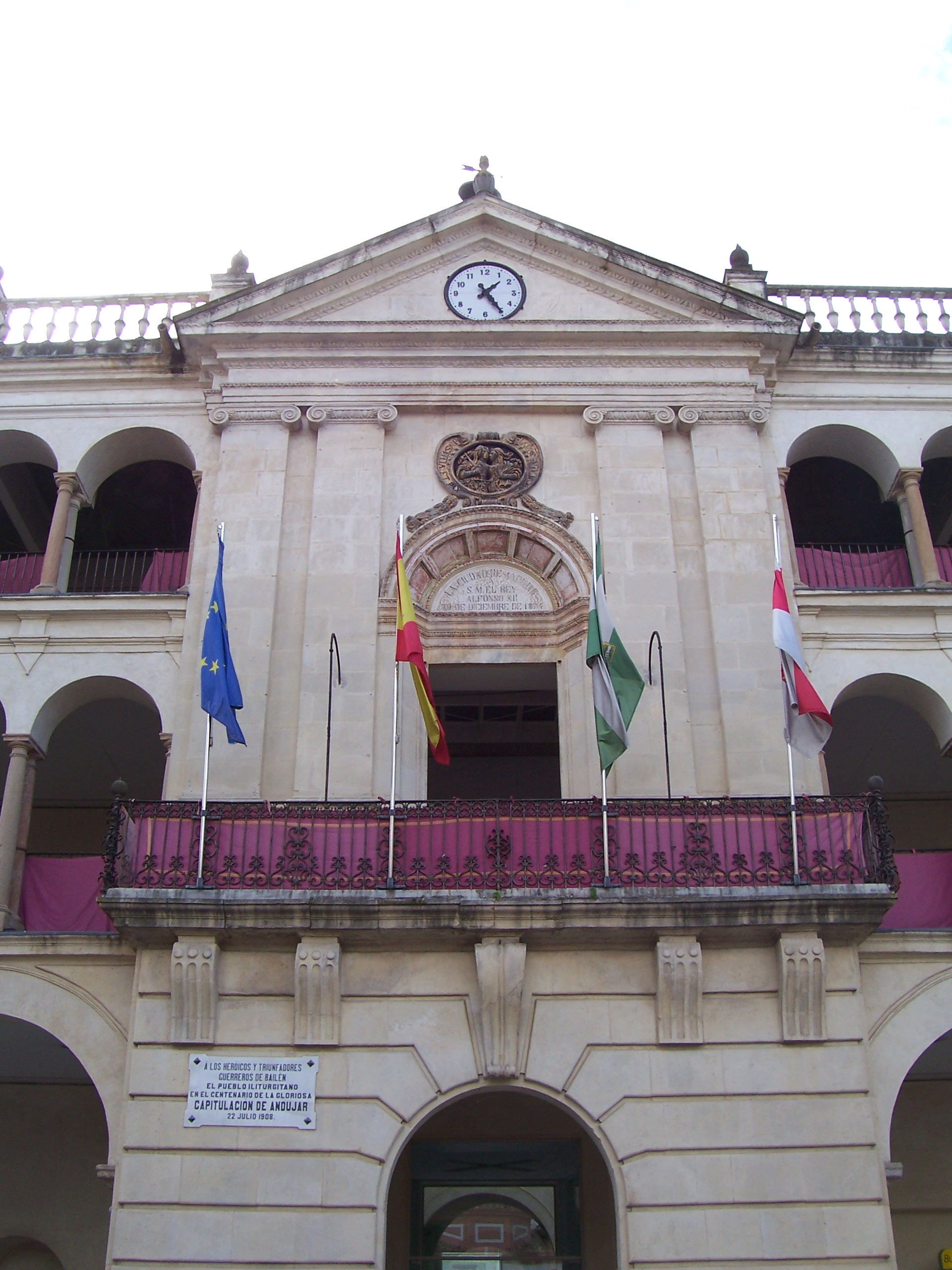
Ayuntamiento de Andújar

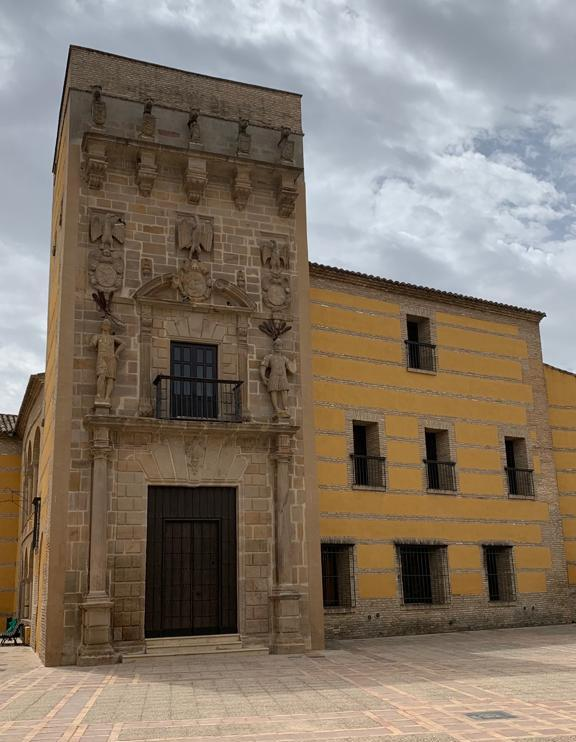
Fachada del Palacio de los Niños de Don Gome

- Real Santuario de la Santísima Virgen de la Cabeza.
- Iglesia de San Bartolomé (B.I.C. 15/10/1982).
- Iglesia de Santa Marina (B.I.C.-Incoado 29/09/1980).
- Iglesia de Santiago Apóstol.
- Iglesia de San Miguel.
- Iglesia de la Divina Pastora.
- Iglesia de Santa María la Mayor (siglo XV), en su interior se expone el cuadro La Oración en el Huerto, de Domènikos Theotokópoulos, El Greco.
- Capilla de la Virgen de la Cabeza.
- Capilla del Cristo de la Agonía.
- Convento de la Inmaculada Concepción o Convento de la Inmaculada Concepción de Madres Trinitarias (B.I.C. 29/09/1980).
- Convento de Jesús María.
- Antiguo Convento de San Juan de Dios.
- Antigua casa-colegio de la Compañía de Jesús u Hospital Municipal (B.I.C.-Incoado 29/09/1980).
- Antiguo Convento de Madres Capuchinas (B.I.C.-Inscrito: iglesia y portada del Convento 19/08/1996).
- Antiguo Convento de San Francisco.
- Antiguo Hospital Municipal ("Hospital Viejo").[21]

### Otras construcciones
- Muralla urbana (B.I.C. 25/06/1985) del periodo Almohade.
- Torre del Reloj.
- Antiguo Hospital de la Caridad (B.I.C.-Incoado 29/09/1980).
- Palacio municipal de Andújar (B.I.C.-Incoado 29/09/1980).
- Cine Tívoli o Edificio del Movimiento Moderno (B.I.C.-Inscrito 21/02/2006).
- Puente romano de Andújar.
- Palacio de los Niños de Don Gome.
- Palacio de los Sirvientes de Mieres.
- Casa Palacio de los Cárdenas (Torre de los Valdivia).
- Casa Palacio de los Segundos de Cárdenas.
- Casa Palacio de los Coello de Portugal.
- Casa de los Pérez de Vargas y Gormaz (portada).
- Casa de la Cultura.
- Casa de los Cárdenas.
- La puerta de Madrid del siglo XVIII.
- Fuente Barroca.
- Fuente Sorda.
- Cine Tívoli o Edificio del Movimiento Moderno (B.I.C.-Inscrito 16/05/2008).
- Plaza de Toros.

## Cultura

### Fiestas

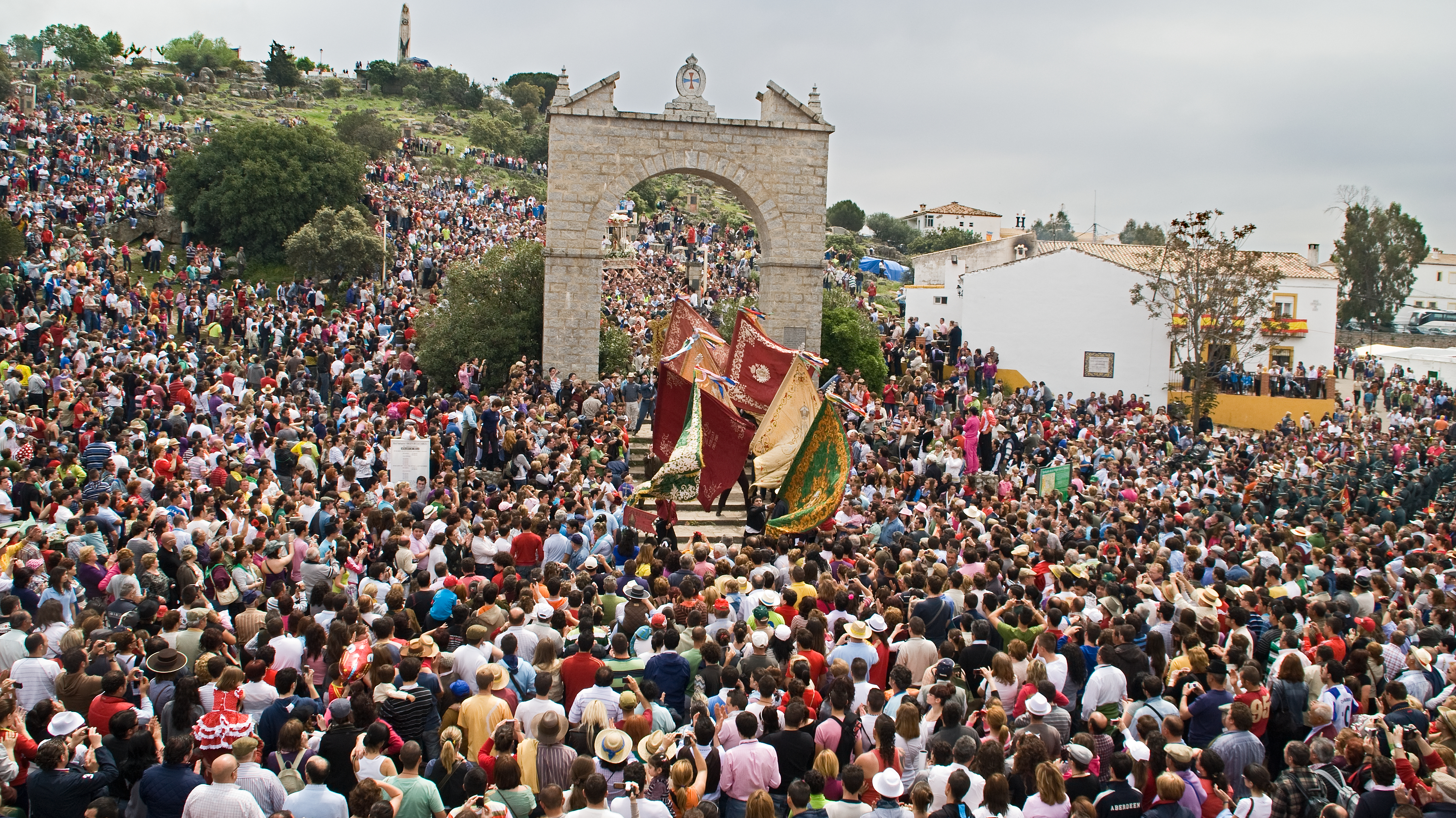
Romería de la Virgen de la Cabeza

Los patrones son San Eufrasio y la Virgen de la Cabeza. La fiesta más destacada es la Romería de la Virgen de la Cabeza, que siempre se celebra en la semana del último domingo del mes de abril. El jueves, en el que se hace una ofrenda de flores a Nuestra Señora la Virgen de la Cabeza en la plaza del Ayuntamiento, el viernes que son las entradas de las distintas cofradías de toda España por el puente romano, el sábado, mucha gente sube en carretas y en caballos al santuario de la Virgen, mientras que otras van a pasar el día a la sierra donde a la hora de comer se reúnen con las carretas. Por último, el domingo cuando el santuario se llena de iliturgitanos dispuestos a ver a la madre de Sierra Morena paseando por las plazoletas y entre las carretas. La leyenda cuenta que un pastor de Colomera, Granada, llamado Juan Alonso de Rivas se encontraba en la noche del 11 al 12 de agosto de 1227 cuidando el ganado de un vecino de Arjona cuando comenzó a ver unas extrañas luces en lo alto de un cerro y a oír el sonido incesante de una campana. Subió a la cima del monte y allí encontró una Imagen de la Virgen de la Cabeza.
También se celebra la Feria de septiembre, con origen en una feria ganadera, que, actualmente, tiene un menor protagonismo, pero sigue recibiendo expositores de ganado.

### Gastronomía
El plato típico es la carne de monte, un guiso de carne de ciervo en adobo. La singular gastronomía de Andújar tiene su más destacada expresión en la carne de caza: ciervo, jabalí, conejo, perdiz..., aderezados a su vez con especias procedentes igualmente de su sierra. Con el fruto de su naturaleza sedimentado por el paso de los años, la gastronomía de Andújar condensa los aromas de sus carnes de caza, aquí de monte, y salpica sus platos con el sabor inconfundible de su extraordinario aceite de oliva.
Para las carnes procedentes de la caza mayor, el clásico condimento es el adobo, al que cada cocinero/a procura imprimir su sello personal. La perdiz en escabeche o con habichuelas puede seguir a un revuelto de espárragos trigueros o a una larga serie de platos confeccionados a partir de los productos de la huerta. Naturalmente, también se prodigan los postres entre los que cabe destacar las gachas, plato típico de la sobremesa campestre en el día de todos los Santos.
Otro típico plato es el canto, a base de pan, tomate y bacalao, regado todo ello con el aceite de oliva y acompañado de aceitunas; el ajo blanco; el alda de choto... En primavera se pueden probar los suculentos caracoles a la taza, ampliamente demandados y ofrecidos en bares y tabernas de mayo a julio.

### Centros educativos
- CEIP Capitán Cortés
- CEIP Félix Rodríguez de la Fuente
- CEIP Virgen del Carmen
- CEIPS Virgen de la Cabeza
- Seminario Reina de los Apóstoles
- Colegio privado San Rafael y San José de la Montaña
- Colegio privado/concertado Inmaculada Concepción-La Salle
- Colegio Cristo Rey
- Colegio Francisco Estepa Llaurens
- Centro privado Madre del Divino Pastor
- Escuela pública de música y danza Maestro Vera Mefre
- Conservatorio De Música y Danza
- Centro Público de Educación de Personas Adultas Pedro de Escavias
- CP San Bartolomé
- CP San Eufrasio
- CP Isidoro Vilaplana
- CP José Ruiz De Gordoa
- Escuela Hogar Divino Pastor
- Escuelas Profesionales Sagrada Familia (SA.FA.)
- IES Nuestra Señora de la Cabeza
- IES Sierra Morena
- IES Jándula

### Deporte

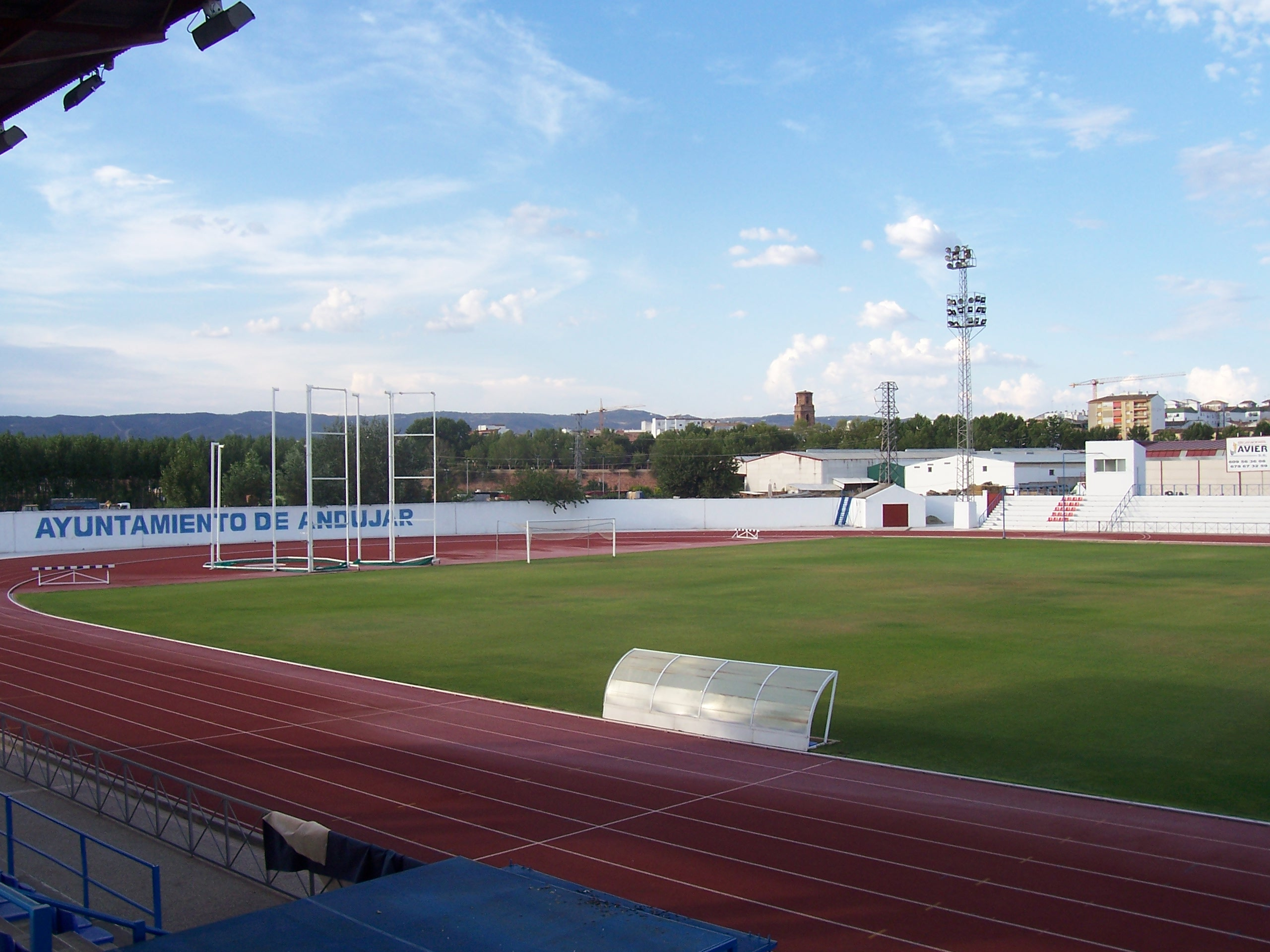
Nuevo estadio municipal

En fútbol, el equipo más representativo es el Club Deportivo Iliturgi, con más de ochenta años de historia, aunque con descensos y desapariciones, altas y bajas, es un clásico e histórico de la tercera división del fútbol nacional.
En fútbol sala, el equipo más representativo de la ciudad es el Andújar Fútbol Sala, que milita en la división Primera Nacional "A".
En Baloncesto destaca el Club Baloncesto Andújar, club que en la actualidad milita en Liga EBA y que en categorías inferiores es uno de los más representativos de la provincia de Jaén, habiendo participado en competiciones de ámbito andaluz.
En septiembre de 2008 el nadador paralímpico, Miguel Ángel Martínez Tajuelo, fue el primer iliturgitano en participar en unos juegos, asistiendo a los Juegos Paralímpicos de Pekín 2008 y consiguiendo 3 diplomas paralímpicos en 100 m libres (5.º), 50 m libres (6.º) y 50 m espalda (5.º).
En Atletismo cuenta con el Club de Atletismo Antorcha funcionando desde 1992 formando a atletas desde los 4 años además del Club Atletismo Fermín Cacho

## Ciudades hermanadas
- Favara, Italia